# Singapore (eiland)
Het eiland Singapore is het grootste eiland van de republiek Singapore. Het eiland heeft ongeveer de vorm van een ruit. Singapore is 42 kilometer lang van oost naar west en 23 kilometer van noord naar zuid. Het eiland ligt 137 kilometer ten noorden van de evenaar tussen 103 36' en 104 25' graden oosterlengte. Het eiland Singapore wordt door middel van de Johor–Singapore Causeway en een brug, de Malaysia–Singapore Second Link, verbonden met het vasteland van Maleisië.